# FC Enotria 1908
FC Enotria 1908 – włoski klub piłkarski, mający swoją siedzibę w mieście Mediolan, na północy kraju.

## Historia
Chronologia nazw:
- 1908: Associazione Calcio Enotria
- 1919: Enotria Goliardo F.B.C. - po fuzji z Insubria Goliardo
- 1925: Associazione Calcio Enotria
- 1928: Enotria Foot-Ball Club
- 1931: Società Sportiva Enotria Nuova
- 1936: Società Sportiva Enotria Magna
- 1937: klub zawiesił działalność
- 1949: klub podzielił się na Società Sportiva Enotria i Associazione Calcio Enotria Goliardo
- 1955: Foot-Ball Club Enotria 1908 - po fuzji klubów SS Enotria i AC Enotria Goliardo
- 2012: Foot-Ball Club Dilettantistico Enotria 1908

Piłkarski klub AC Enotria został założony w Mediolanie we wrześniu 1908 roku przez grupę studentów z Porta Romana. Wiosną 1914 roku zespół uczestniczył w swoim pierwszym oficjalnym turnieju Trofeo Primi Calci, grając na boisku na rogu via Colletta i via Friuli (blisko Piazzale Lodi). Po ogrodzeniu boiska przy Via Colletta, w sezonie 1914/15 zespół startował Promozione Lombarda. Zabrakło jednego punktu aby zakwalifikować się z grupy B do finału Lombardo. Po przerwie związanej z I wojną światową klub połączył się z Insubria Goliardo i w sezonie 1919/20 jako Enotria Goliardo F.B.C. po wyeliminowaniu Pro Patrii startował w Prima Categoria, gdzie najpierw zajął drugie miejsce w grupie B lombarda i awansował do półfinałów. Zakończył rozgrywki na ostatniej szóstej lokacie w grupie C i nie zakwalifikował się do rundy finałowej mistrzostw. W następnym sezonie 1920/21 znów startował w Prima Categoria, ale po zajęciu ostatniego czwartego miejsca w grupie F lombarda został wyeliminowany z dalszych rozgrywek. W 1921 powstał drugi związek piłkarski. C.C.I., w związku z czym mistrzostwa prowadzone osobno dla dwóch federacji. Klub zdecydował się pozostać w szeregach F.I.G.C., ale przez brak kosztów był zmuszony sprzedać wielu piłkarzy. W sezonie 1921/22 najpierw zwyciężył w grupie C Prima Categoria Lombarda (pod egidą F.I.G.C.), ale potem zajął ostatnie czwarte miejsce w finale Lombarda i odpadł z dalszych rozgrywek. W 1922 po kompromisie Colombo był zmuszony grać w playoffs przeciwko Libertas Firenze. Po przegranej 1:2 został oddelegowany do Seconda Divisione. Jednak nie przystąpił do rozgrywek w drugiej dywizji, a występował potem w rozgrywkach regionalnych Lombardii. Przed II wojną światową klub odtworzono cztery razy. W 1925 jako AC Enotria startował w Prima Categoria regionalnych mistrzostw Mediolanu. W 1928 zmienił nazwę na Enotria Foot-Ball Club, a w 1931 na Società Sportiva Enotria Nuova. W ostatnim swoim sezonie 1936/37 przed II wojną światową występował jako Società Sportiva Enotria Magna w Seconda Categoria Sezione Propaganda Milanese. Potem klub zawiesił działalność.
Po zakończeniu II wojny światowej klub został reorganizowany. Latem 1949 klub podzielił się na dwa kluby: Società Sportiva Enotria i Associazione Calcio Enotria Goliardo. W 1955 nastąpiła fuzja klubów SS Enotria i AC Enotria Goliardo, w wyniku czego powstał Foot-Ball Club Enotria 1908, który w 2012 roku przyjął nową nazwę Foot-Ball Club Dilettantistico Enotria 1908.

## Sukcesy

### Trofea międzynarodowe
Nie uczestniczył w rozgrywkach europejskich (stan na 31-12-2016).

### Trofea krajowe
| \| \| Zdobyte trofea w rozgrywkach Włoch (stan na: 31-05-2017) \| |                                                          |      |                      |
| Rozgrywki                                                         | Osiągnięcie                                              | Razy | Sezon(y)             |
| · Mistrzostwo                                                     | I miejsce                                                | 0    |                      |
| · Mistrzostwo                                                     | II miejsce                                               | 0    |                      |
| · Mistrzostwo                                                     | III miejsce                                              | 0    |                      |
| · Mistrzostwo                                                     | 6.miejsce                                                | 1    | 1919/20 (półfinał C) |
| · Puchar                                                          | zdobywca                                                 | 0    |                      |
| · Puchar                                                          | finalista                                                | 0    |                      |
| · Puchar                                                          | 1.runda (1/32f.)                                         | 1    | 1922                 |
| II liga                                                           | I miejsce                                                | 0    |                      |
| II liga                                                           | II miejsce                                               | 0    |                      |
| II liga                                                           | III miejsce                                              | 0    |                      |
| Włochy                                                            | Zdobyte trofea w rozgrywkach Włoch (stan na: 31-05-2017) |      |                      |

## Stadion
Klub rozgrywa swoje mecze domowe na boisku piłkarskim Campo sportivo Via Cazzaniga w Mediolanie, który może pomieścić 1500 widzów.